# Гудково (Красноярский край)
Гудково — деревня в Шарыповском районе Красноярского края России. Входит в состав Берёзовского сельсовета.

## География
Деревня расположена в 55 км к северу от районного центра Шарыпово.

## История
Основана в 1753 г. В 1926 году деревня Гудкова состояла из 185 хозяйств, основное население — русские. В административном отношении являлось центром Гудковского сельсовета Берёзовского района Ачинского округа Сибирского края.

## Население
| 1926 | 2010 |
| ---- | ---- |
| 1043 | ↘177 |

Гендерный состав
По данным Всероссийской переписи населения 2010 года 1 мужчина и 96 женщин из 177 чел.